# Station Heinkenszand
Station Heinkenszand is een station aan de tramlijn Goes - Hoedekenskerke - Goes van de voormalige Spoorweg-Maatschappij Zuid-Beveland te Heinkenszand in de provincie Zeeland. Het station lag vanaf 1966 aan de oude Sloelijn die naar Vlissingen-Oost ging, maar in 2009 is het spoor opgebroken door de komst van de nieuwe Sloelijn.